# Octeville
Octeville – była miejscowość i gmina we Francji, w regionie Normandia, w departamencie Manche. 1 marca 2000 roku połączono ją z gminą Cherbourg, tworząc Cherbourg-Octeville.
Według danych na rok 1990 gminę zamieszkiwało 18 120 osób, a gęstość zaludnienia wynosiła 2465 osób/km² (wśród 1815 gmin Dolnej Normandii Octeville plasuje się na 8. miejscu pod względem liczby ludności, natomiast pod względem powierzchni na miejscu 694.).